# Istenszülő születése templom (Oláhhomorog)
Az oláhhomorogi Istenszülő születése templom műemlékké nyilvánított épület Romániában, Bihar megyében. A romániai műemlékek jegyzékében a  BH-II-m-B-01161 sorszámon szerepel.